# サフォーク郡 (ニューヨーク州)
サフォーク郡（英語：Suffolk County、[ˈsʌfək]）は、アメリカ合衆国のニューヨーク州にある郡である。ロングアイランドの東側、ニューヨーク都市圏内の最東端に位置する。人口152万5920人（2020年）で、州内の郡では4番目に多い。郡の名称は、この地域の最初の開拓者の出身地である、イングランドのサフォークにちなんでいる。ロングアイランドの4つの郡の中では最大の面積を持ち、ニューヨーク州全体の62郡中では、2番目に大きい。全長138㎞、全幅42㎞であり、最も幅広い（水面積も含む）。郡庁所在地は、リバーヘッドであるが、多くの郡政府は人口の多い西部のホーポージに集中している。また、議会はスミスタウンに存在し、ヤファンクやファーミングヴィルにも政府がある。
サフォーク郡とナッソー郡は、住民により一般に「ロングアイランド」と呼ばれている。地理的には、島の西端に、ニューヨーク市の行政区であるクイーンズ（クイーンズ郡）とブルックリン（キングス郡）も含まれる。

## 歴史
サフォーク郡は、ニューヨーク州のもとからある12郡のうちの1つとして、1683年に誕生した。郡は一時、ヨークシャーのイースト・ライディングとして知られていた。境界線は、隣の郡との小さな入れ替わりを除き、ほぼ現在と同じである。隣の郡は、もともとクイーンズ郡だったが、1899年にナッソー郡が分離している。
サフォーク郡のウェブサイトには、「天候は穏やかで、きれいな水が豊富にあり、土も非常に良いので、郡はニューヨーク州の主要な農耕地である。開発を終えても未だにナンバー1であるということは、好条件や、熱心な農業従事者がいるからである」と述べられている。

## 地理

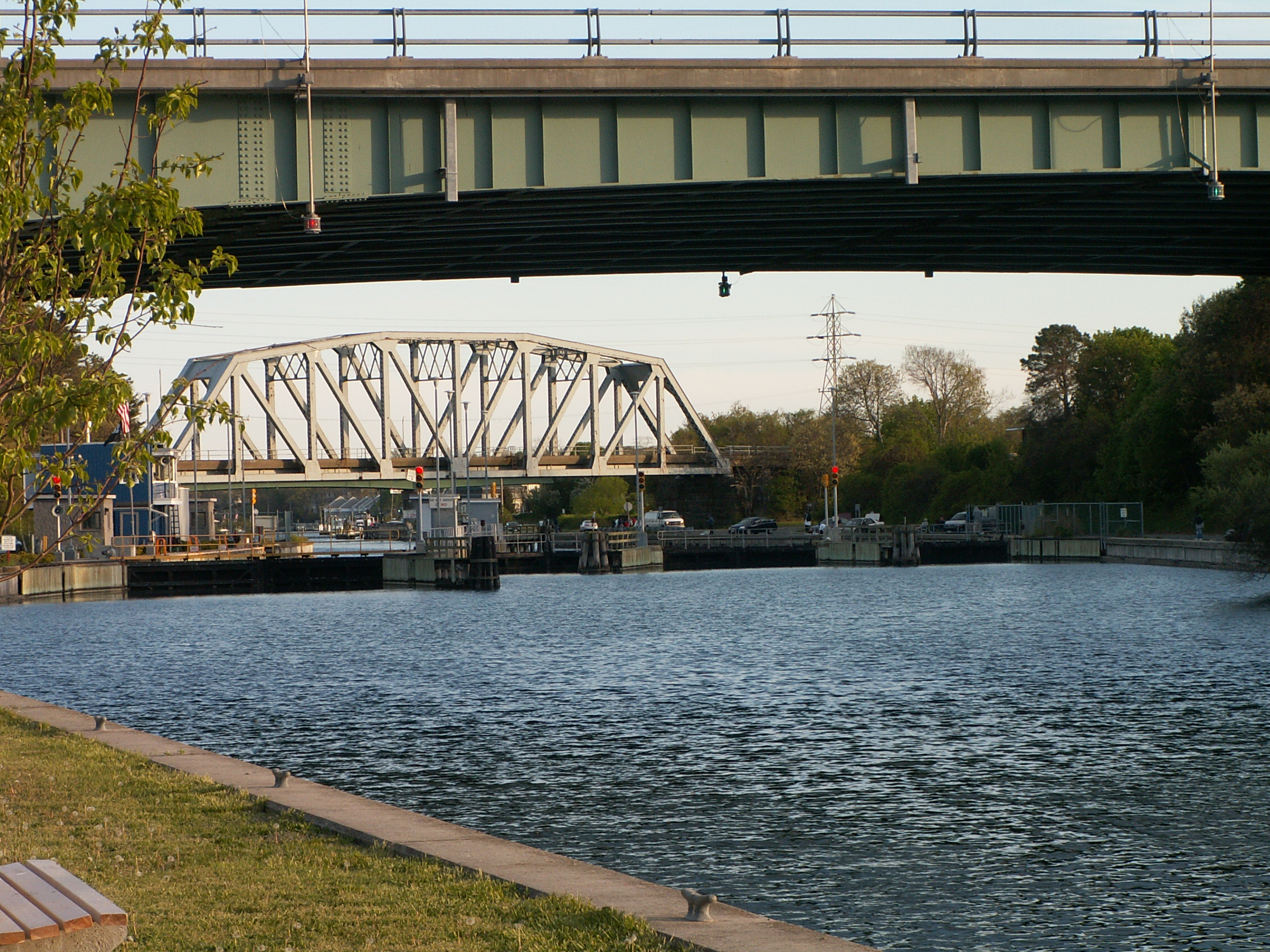
シネコック運河

サフォーク郡は、ニューヨーク州の南東部にあるロングアイランドの最東部を占めている。郡の東側は、ノース・フォークとサウス・フォークという2つの半島に分割されている。郡は、三方を大西洋やロングアイランド湾の海に囲まれており、980マイル（1,580㎞）の海岸線を有する。東端には大きな湾が存在する。
米国国勢調査局によれば、郡の面積は2,373平方マイル（6,150km2）であり、このうち912平方マイル（2,400km2）が陸面積、1,461平方マイル（3,780km2、全体の61.56%）が水面積である。これは、ニューヨーク州で2番目に大きい。また、ロングアイランド全体の66%を占める。郡及びロングアイランドの最高地点は、海抜401フィート（122m）のウェスト・ヒルズにあるジェインズ・ヒルである。
サフォーク郡は、10の町に分かれている：バビロン、ブルックヘイブン、イースト・ハンプトン、ハンティントン、アイスリップ、リバーヘッド、シェルター・アイランド、スミスタウン、サウサンプトン、サウソールド。プースパタックはマスティックCDP内の、シャインコックはサウサンプトン内の飛び地であり、近隣には、サウサンプトン村、タッカホー、シャインコック・ヒルズがある。
主な施設には、アップトンのブルックヘイブン国立研究所やプラム島のプラムアイランド動物疫病センターがある。また、アイスリップのロングアイランド・マッカーサー空港、イースト・ファーミングデールのレプブリック空港、ウェスタンプトン・ビーチのフランシス・S・ガブレスキー空港郡内にあるいくつかの空港は、通勤、出張などで利用する人がいる。

### 近隣の郡
- ナッソー郡 (ニューヨーク州) - 西。
- フェアフィールド郡 (コネチカット州) - 北西。ロングアイランド湾に境界を持つ。
- ニューヘイブン郡 (コネチカット州) - 北。ロングアイランド湾を境界に持つ。
- ミドルセックス郡 (コネチカット州) - 北。ロングアイランド湾を境界に持つ。
- ニューロンドン郡 (コネチカット州) - 北。フィッシャーズ・アイランド海峡を境界に持つ。
- ワシントン郡 (ロードアイランド州) - 北東。ブロック・アイランド海峡を境界に持つ。

### 国立保護地域
- アマガンセット国立野生生物保護区
- コンシエンス・ポイント国立野生生物保護区
- エリザベス・A・モートン国立野生生物保護区
- ファイア・アイランド国立海岸
- セイヴィル国立野生生物保護区
- シートゥック国立野生生物保護区
- ターゲット・ロック国立野生生物保護区
- ウェルトヘイム国立野生生物保護区

## 法と政治
| Year | 共和党        | 民主党        |
| ---- | ------------- | ------------- |
| 2008 | 47.4% 309,815 | 51.8% 340,379 |
| 2004 | 48.5% 309,949 | 49.5% 315,909 |
| 2000 | 42.0% 240,992 | 53.4% 306,306 |
| 1996 | 36.1% 182,510 | 51.8% 261,828 |
| 1992 | 40.4% 220,811 | 38.9% 229,467 |
| 1988 | 60.5% 311,242 | 38.7% 199,215 |
| 1984 | 66.0% 335,485 | 33.7% 171,295 |
| 1980 | 57.0% 256,294 | 33.3% 149,945 |
| 1976 | 54.1% 248,908 | 45.3% 208,263 |
| 1972 | 70.3% 316,452 | 29.4% 132,441 |
| 1968 | 58.2% 218,027 | 32.7% 122,590 |
| 1964 | 44.4% 144,350 | 55.5% 180,598 |
| 1960 | 59.3% 166,644 | 40.6% 114,033 |

サフォーク郡は長い間、ニューヨーク州内にある共和党の砦だった。2000年の上院選挙で、ヒラリー・クリントンと対立した国会議員のリック・ラツィオは、サフォーク郡出身である。しかし、最近では、民主党の支持率が高くなってきている。2003年には、民主党のスティーブ・レヴィーが、長い共和党の指揮を終え、郡の幹部に選ばれている。2001年には、地方検事に民主党のトーマス・スポタが選ばれ、2005年には反対者がいなくなった。サフォーク郡の有権者は、1992年にはジョージ・H・W・ブッシュを多く支持していたが、1996年にはビル・クリントンに変わり、2000年の選挙では、アル・ゴアの支持率が11パーセントとなって、民主党寄りの傾向が続いている。2004年には、ジョン・ケリーが1パーセントというわずかな差で勝利している。また、2008年には、民主党候補のバラク・オバマが52パーセント対47パーセントと、4.4パーセントの大きな差をつけて勝利している。
サフォーク郡内には、第1区、第2区のほとんど、第3区の一部の、3つの下院議員選挙区が存在する。第1・2区は、民主党の支持率が高い。ハンプトンズやリバーヘッドを含み、スミスタウンからモントークまでの郡のほとんど半分を占める第1区では、民主党員のティム・ビショップが優勢である。ハンティントン、ブレントウッド、ベイ・ショアなどを含む第2区では、スティーブ・イスラエルが優勢である。イスラエルは、リック・ラツィオが米国上院に対しての企てが失敗した2000年、議席を獲得している。第3区は、ナッソー郡がメインとなるが、サフォーク郡の中流階級の多い南西の海岸地域も含まれており、共和党のピーター・キングが優勢である。
全体的に、サフォーク、ナッソーの両郡は、どちらが優勢にもなりえる郡として見られている。しかし、ニューヨーク州は全国でも民主党支持者が多い州であり、大統領候補からも重視されない場合も多い。

### 郡政府行政官
| 名前                     | 政党   | 任期      |
| ------------------------ | ------ | --------- |
| H・リー・デニソン        | 民主党 | 1961–1973 |
| ジョン・V・N・クレイン   | 共和党 | 1973–1979 |
| ピーター・F・コハラン    | 共和党 | 1979–1986 |
| マイケル・A・ログランデ* | 共和党 | 1986–1987 |
| パトリック・G・ハルピン  | 民主党 | 1987–1991 |
| ロバート・J・ガフニー    | 共和党 | 1992–2003 |
| スティーブ・レビー**     | 共和党 | 2004–2012 |
| スティーブ・ベロン       | 民主党 | 2012–現在 |

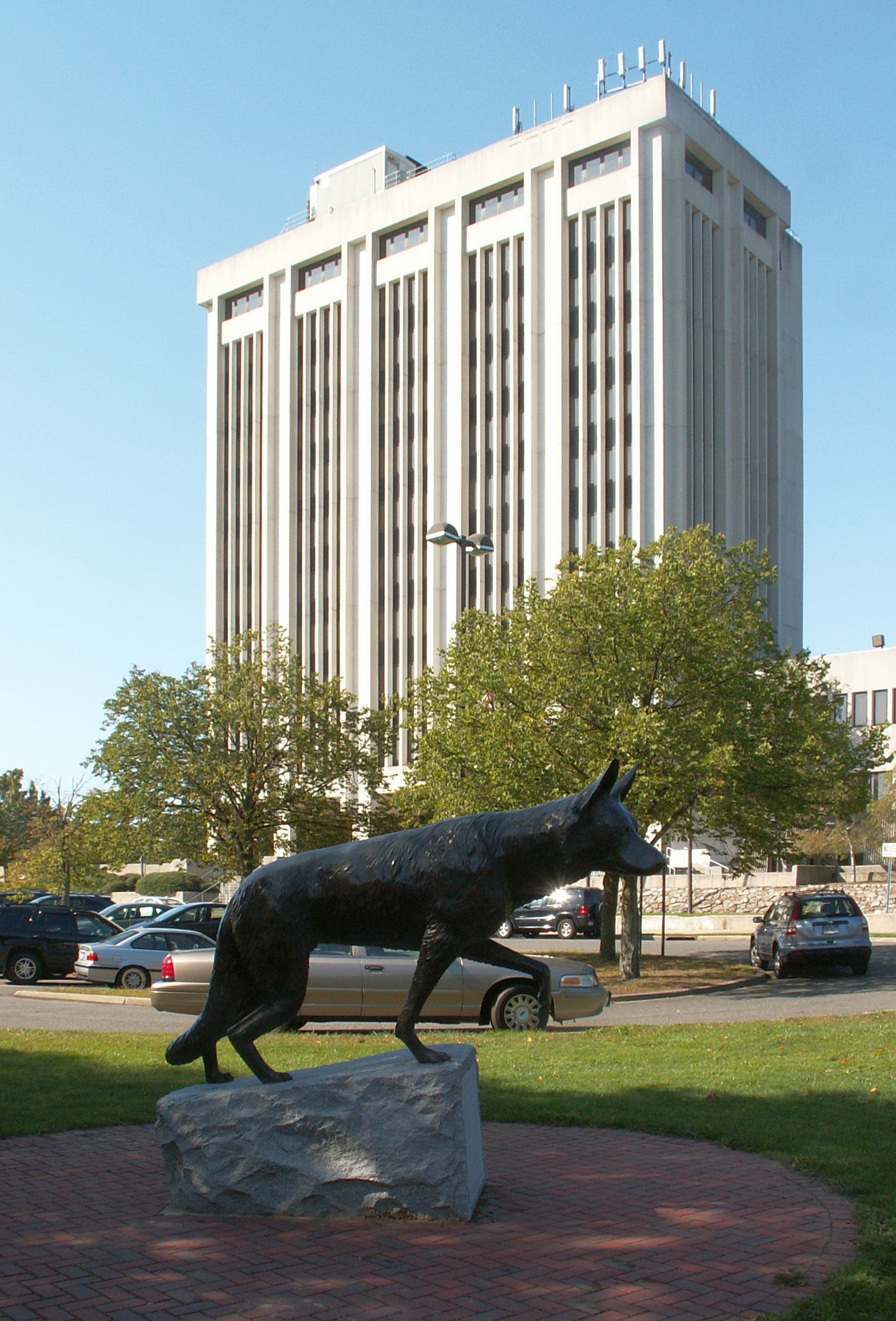
H・リー・デニソンが責任者であるホーポージの郡政府ビル

* コハランの政党をコンプリートするため指定された
** レビーはもともと民主党員だったが、2010年より共和党となった

### 会計監査官
郡には18人の議員がいる。2012年時点で、10人が民主党、6人が共和党、1人が独立党、1人が労働家族党である。
| 地区 | 2012-2013                         | 2010-2011                          | 2008-2009                          | 2006-2007                          | 2004-2005                          |
| ---- | --------------------------------- | ---------------------------------- | ---------------------------------- | ---------------------------------- | ---------------------------------- |
| 1    | エドワード・P.・ロマイン (R)      | エドワード・P.・ロマイン (R)       | エドワード・P.・ロマイン (R)       | エドワード・P.・ロマイン (R)       | マイケル・J・カラッチョーロ (R)    |
| 2    | ジェイ・シュナイダーマン (I)      | ジェイ・シュナイダーマン (I)       | ジェイ・シュナイダーマン (I)       | ジェイ・シュナイダーマン (R)       | ジェイ・シュナイダーマン (R)       |
| 3    | ケイト・M・ブローニング (WF)      | ケイト・M・ブローニング (WF)       | ケイト・M・ブローニング (WF)       | ケイト・M・ブローニング (D)        | ピーター・オリリー (R)             |
| 4    | トーマス・マラトー (R)            | トーマス・マラトー (R)             | ブライアン・ビーデンベンダー (D)   | ジョセフ・T・カラカッパ (R)        | ジョセフ・T・カラカッパ (R)        |
| 5    | カラ・ハン (D)                    | ビビアン・ビロリア＝フィシャー (D) | ビビアン・ビロリア＝フィシャー (D) | ビビアン・ビロリア＝フィシャー (D) | ビビアン・ビロリア＝フィシャー (D) |
| 6    | サラ・アンカー (D)                | サラ・アンカー (D)                 | ダニエル・P・ロスクァドロ (R)      | ダニエル・P・ロスクァドロ (R)      | ダニエル・P・ロスクァドロ (R)      |
| 7    | ロバート・カラーコ (D)            | ジャック・エディングトン (I)       | ジャック・エディングトン (I)       | ジャック・エディングトン (D)       | ブライアン・X・フォレー (D)        |
| 8    | ウィリアム・J・リンドセイ (D)     | ウィリアム・J・リンドセイ (D)      | ウィリアム・J・リンドセイ (D)      | ウィリアム・J・リンドセイ (D)      | ウィリアム・J・リンドセイ (D)      |
| 9    | リカード・モンタノ (D)            | リカード・モンタノ (D)             | リカード・モンタノ (D)             | リカード・モンタノ (D)             | リカード・モンタノ (D)             |
| 10   | トム・シルミ (R)                  | トム・シルミ (R)                   | キャメロン・アルデン (R)           | キャメロン・アルデン (R)           | キャメロン・アルデン (D)           |
| 11   | トーマス・F・バッラガ (R)         | トーマス・F・バッラガ (R)          | トーマス・F・バッラガ (R)          | トーマス・F・バッラガ (R)          | アンジー・カーペンター (R)         |
| 12   | ジョン・M・ケネディ・ジュニア (R) | ジョン・M・ケネディ・ジュニア (R)  | ジョン・M・ケネディ・ジュニア (R)  | ジョン・M・ケネディ・ジュニア (R)  | ジョン・M・ケネディ・ジュニア (R)  |
| 13   | リンネ・C・ノーウィック (R)       | リンネ・C・ノーウィック (R)        | リンネ・C・ノーウィック (R)        | リンネ・C・ノーウィック (R)        | リンネ・C・ノーウィック (R)        |
| 14   | ワイン・R・ホースレー (D)         | ワイン・R・ホースレー (D)          | ワイン・R・ホースレー (D)          | ワイン・R・ホースレー (D)          | デビッド・ビショップ (D)           |
| 15   | ドゥワイン・グレゴリー (D)        | ドゥワイン・グレゴリー (D)         | ドゥワイン・グレゴリー (D)         | エリー・マイスタル (D)             | エリー・マイスタル (D)             |
| 16   | スティーブン・H・ステーン (D)     | スティーブン・H・ステーン (D)      | スティーブン・H・ステーン (D)      | スティーブン・H・ステーン (D)      | アラン・ビンダー (R)               |
| 17   | ルイス・ダマロ (D)                | ルイス・ダマロ (D)                 | ルイス・ダマロ (D)                 | ルイス・ダマロ (D)                 | ポール・J・トンナ (R)              |
| 18   | ウィリアム・スペンサー (D)        | ジョン・クーパー (D)               | ジョン・クーパー (D)               | ジョン・クーパー (D)               | ジョン・クーパー (D)               |

もともと共和党が政権を握っていたが、2005年11月の選挙以来民主党となった。ウィリアム・J・リンドセイは、現在議長である。アフリカ系アメリカ人であるドゥワイン・グレゴリーは、院内総務である。
2007年11月、民主党はサフォーク郡議会の議席を獲得した。
2009年11月、共和党は失った議席を取り戻したが、2010年 - 2011年の間にもとに戻った。
2011年11月、民主党は独立党の1議席を獲得した。

### 法の執行

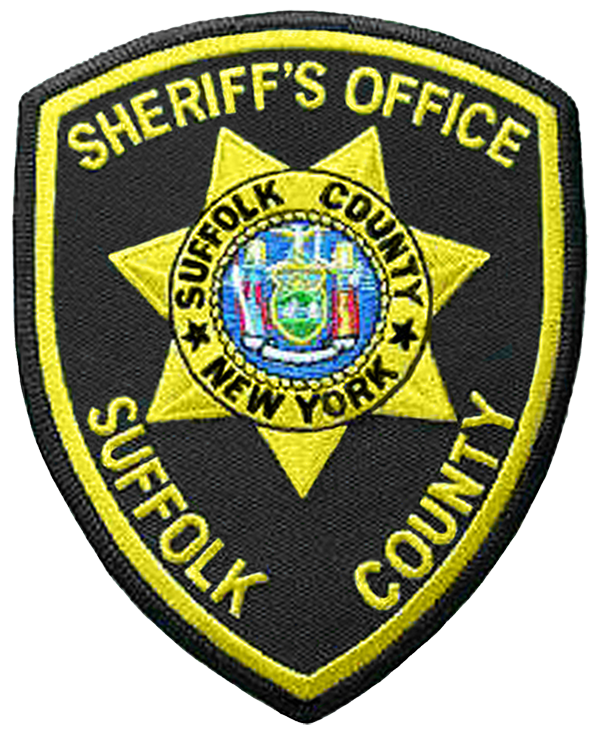

5つの西部の町（バビロン、ハンティントン、アイスリップ、スミスタウン、ブルックヘイブン）の警護は、主にサフォーク郡警察が担当している。5つの「イースト・エンド」の町（リバーヘッド、サウソールド、シェルター・アイランド、イースト・ハンプトン、サウサンプトン）は、独自の警察やその他の機関が存在する。さらに、アミティヴィル、ロイド・ハーバー、ノースポート、ウェスタンプトン・ビーチなどの多くの村には、独自の警察がある。異例として、1994年に警察が廃止されたグリーンポートは、サウソールドが受け持つ。ロングアイランド州営パークウェイ警察が1980年に廃止されて以来、郡内のパークウェイは全て、レプブリック空港を拠点とするニューヨーク州警察のL軍がパトロールしている。ロバート・モーゼス州立公園のような州立公園は、ベルモント湖州立公園を拠点とするニューヨーク州公園警察が受け持っている。1996年にはロングアイランド鉄道警察がMTA警察に統合され、郡内のすべての鉄道路線を管轄している。また、ニューヨーク州議会は1999年に、ニューヨーク州立大学やそのキャンパスの保護を目的としたニューヨーク州立大学警察をつくっている。州立大学警察は、サフォーク郡内で、ストーニー・ブルック大学の管轄を行っている。

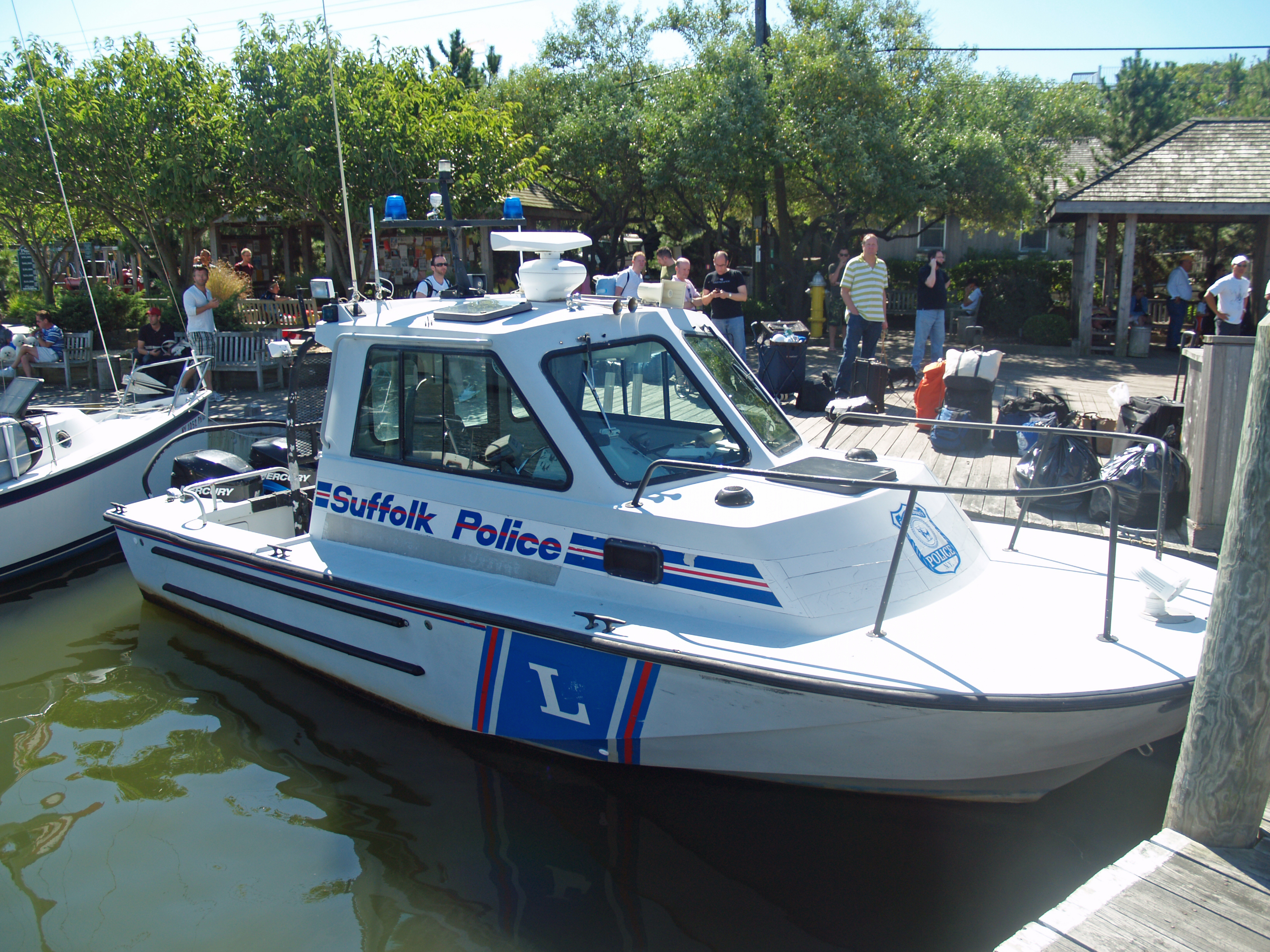
サフォーク郡警察のボート。ファイア・アイランドにて

サフォーク郡保安官は、また別の組織である。4年の任期を持つ選ばれた保安官が、2つのサフォーク郡刑務所（ヤファンクとリバーヘッドにある）の管理や、犯人の追及などを行っている。2008年、サフォーク郡ハイウェイ・パトロールが廃止されて以来、保安官は、パトロールの責任も負っている。また、ロングアイランド・エクスプレスウェイ（州間高速道路495号線）やサンライズ・ハイウェイ（州道27号線）での犯罪の捜査も担っている。さらに保安官は、サフォーク郡コミュニティ・カレッジなど、郡が所有している地域の安全も守っている。保安官は、ニューヨーク州公園警察にバックアップと援助を供給している。2008年時点で、保安官には275人の代理がいて、850人の看守及び約200人の民間のスタッフが働いている。
サフォーク郡は、アウター・バリアや水路など、長い海事の歴史を持っている。サフォーク郡海上警察は、ロングアイランド湾を2つに分けるコネチカット州とロードアイランド州との境界から、ファイア・アイランドの3マイル（5㎞）南にある大西洋のニューヨーク州境までの500平方マイル（1,000k㎡）をパトロールしている。また、いくつかの町（アイスリップ、ブルックヘイブン、サウサンプトン、イースト・ハンプトン、バビロン、ハンティントン、スミスタウン）では、独自の警官やパトロールの人材を雇い入れており、非武装ではあるが、逮捕の権限は持っている保安官である。アメリカ沿岸警備隊と同様に、サフォーク郡海上警察をバックアップしている。

### 裁判所
サフォーク郡は、ニューヨーク州統合裁判所システムの第10裁判所管轄地区の一部である。東部には、アメリカ連邦地区裁判所のロングアイランド裁判所がある。さらに、様々な地方自治体の裁判所が存在する。州立裁判所は、全ての事件の管轄権を持つ最高裁判所と、罰金あるいは刑期を要求することができる下級裁判所に分けられる。地方裁判所は、罰金を要求することや、特別な裁判を扱っている。

## 人口
基礎データは2000年の国勢調査に基づく人口統計データ、人種別人口構成・対世帯数は2006年時点のデータ、先祖による構成は2007年時点のデータである。
| 基礎データ - 人口: 1,419,369人 - 世帯数: 469,299 世帯 - 家族数: 360,421 家族 - 人口密度: 601人/km2（1,556人/mi2） - 住居数: 522,323軒 - 住居密度: 221軒/km2（573軒/mi2） 人種別人口構成 - 白人: 84.60% - ヒスパニック以外の白人: 78.8% - アフリカン・アメリカン: 6.94% - ネイティブ・アメリカン: 0.27% - アジア人: 2.45% - 太平洋諸島系: 0.03% - その他の人種: 3.65% - 混血: 5.4% - ヒスパニック・ラテン系: 10.53% 先祖による構成 - イタリア系: 29.5% - アイルランド系：24.0％ - ドイツ系: 17.6% | 年齢別人口構成 - 18歳未満: 26.10% - 18-24歳: 7.60% - 25-44歳: 31.20% - 45-64歳: 23.30% - 65歳以上: 11.80% - 年齢の中央値: 36歳 - 性比（女性100人あたり男性の人口） - 総人口: 95.90 - 18歳以上: 92.80 世帯と家族（対世帯数） - 18歳未満の子供がいる: 37.00% - 結婚・同居している夫婦: 62.00% - 未婚・離婚・死別女性が世帯主: 10.80% - 非家族世帯: 23.20% - 単身世帯: 18.30% - 65歳以上の老人1人暮らし: 7.80% - 平均構成人数 - 世帯: 2.96人 - 家族: 3.36人 |

## 大学
サフォーク郡には、多数の大学が存在する。
公立
- ニューヨーク州立大学
  - ストーニーブルック校（サウサンプトンキャンパスを含む）
  - ファーミングデール州立大学
  - サフォーク郡コミュニティ・カレッジ（リバーヘッド、セルデン、ブレントウッドにある）

私立
- アデルフィ大学 - ホーポージにキャンパスを持つ。
- ブライヤークリフ・カレッジ - 3つのキャンパスのうち1つがパッチョークにある。
- ドーリング・カレッジ - オークデール、シャーリー、メルヴィルにキャンパスがある。
- ファイブ・タウンズ・カレッジ - ディックス・ヒルズにある。
- ロングアイランド大学 - ブレントウッドとリバーヘッドにキャンパスがある。
- ニューヨーク大学ポリテクニック・インスティテュート - 以前はポリテクニック大学だったが、今はニューヨーク大学の一部。メルヴィルにロングアイランド大学院センターを持つ。
- セント・ジョンズ大学 - オークデールに大学院センターを持つ[11]。
- セント・ジョセフズ・カレッジ - パッチョークにキャンパスがある。
- ギブス・カレッジ - サンフォード＝ブラウン・インスティテュートキャンパスがメルヴィルにある。
- トウロ・カレッジ
  - ジャコブ・D・フクスベルク法センター - セントラル・アイスリップにある。
  - トウロ・カレッジ保健科学校 - ベイ・ショアにある。
- ワトソン生物科学学校 - コールド・スプリング・ハーバーにある。

## 新聞
- ニュースデイ
- ザ・タイムズ・ビーコン・レコーズ
- サウス・ショア・プレス
- ジ・イースト・ハンプトン・スター
- ザ・サウサンプトン・プレス
- ダンズ・ペーパーズ

## インディアン居留地
サフォーク郡には、2つのインディアン居留地がある。
- シネコック居留地
- プースパチュック居留地

## 町、村及びハムレット
ニューヨーク州では、郡は町に細分される。市、あるいはインディアン居留地に住まないニューヨーク州の住民は、全て町に住んでいる。通常、町の中にはいくつかの村がある。村は、住民のごみ収集、道路整備、照明、建築規定などを行う地方自治体である。いくつかの村では、独自の警察やその他のサービスを提供している。ハムレットは、町の村以外の人口集中地域に存在する。ハムレットという用語は、ニューヨーク州では定められていなく、定義がないが、州の規則の中ではたびたび使用されている。
2013年2月、キャノンUSA.Incがナッソー郡ミネオラからハンティントンメルヴィルに新本社を開設。(住所は1 Canon Park, Melville, NY 11747)

### サフォーク郡の町一覧
| - バビロン, NY - バビロン町 - ブルックヘイブン, NY - ブルックヘイブン町 - イースト・ハンプトン, NY - イースト・ハンプトン町 - ハンティントン, NY - ハンティントン町 - アイスリップ, NY - アイスリップ町 - リバーヘッド, NY - リバーヘッド町 - シェルター・アイランド, NY - シェルター・アイランド町 - スミスタウン, NY - スミスタウン町 - サウサンプトン, NY - サウサンプトン町 - サウソールド町 |

### 自治体の一覧

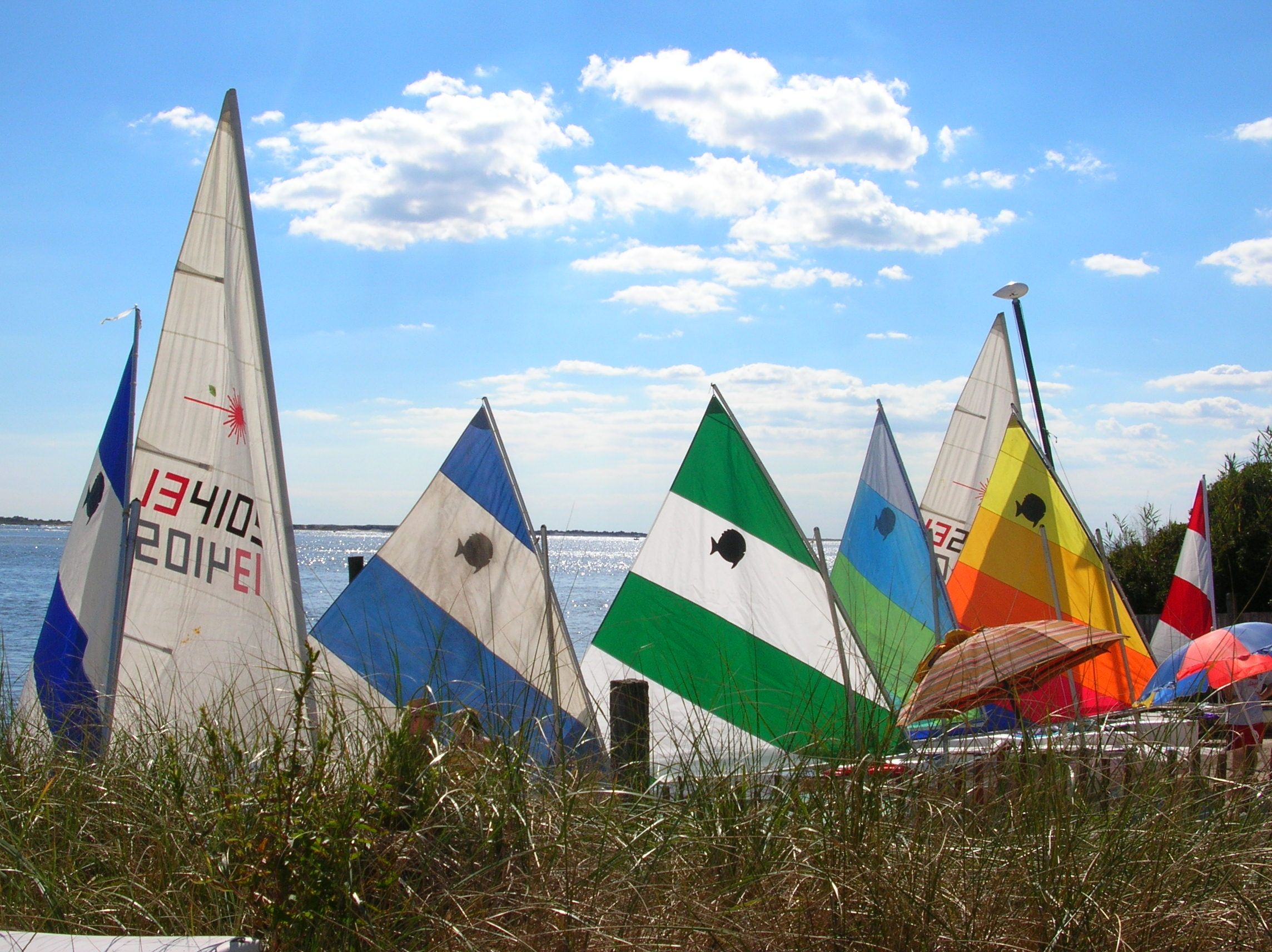
ウェスト・ギルゴ・ビーチ (ニューヨーク州) - オーク・ビーチ
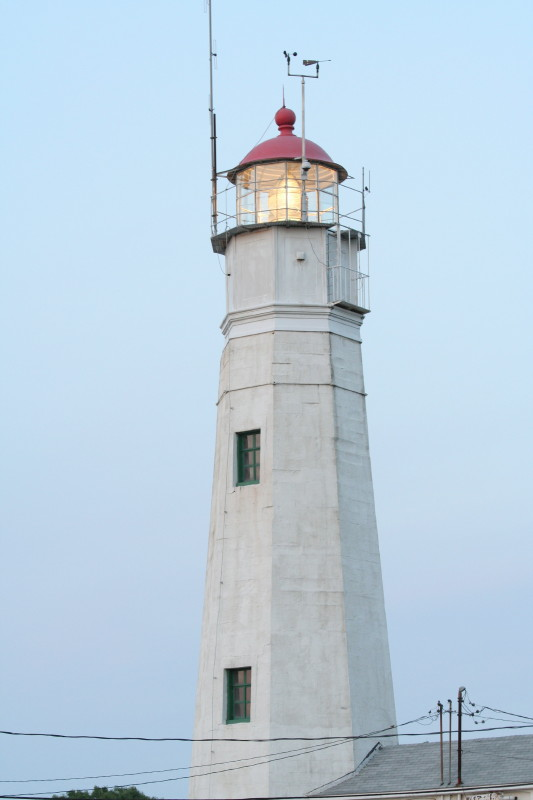
ハンティントン・ベイ
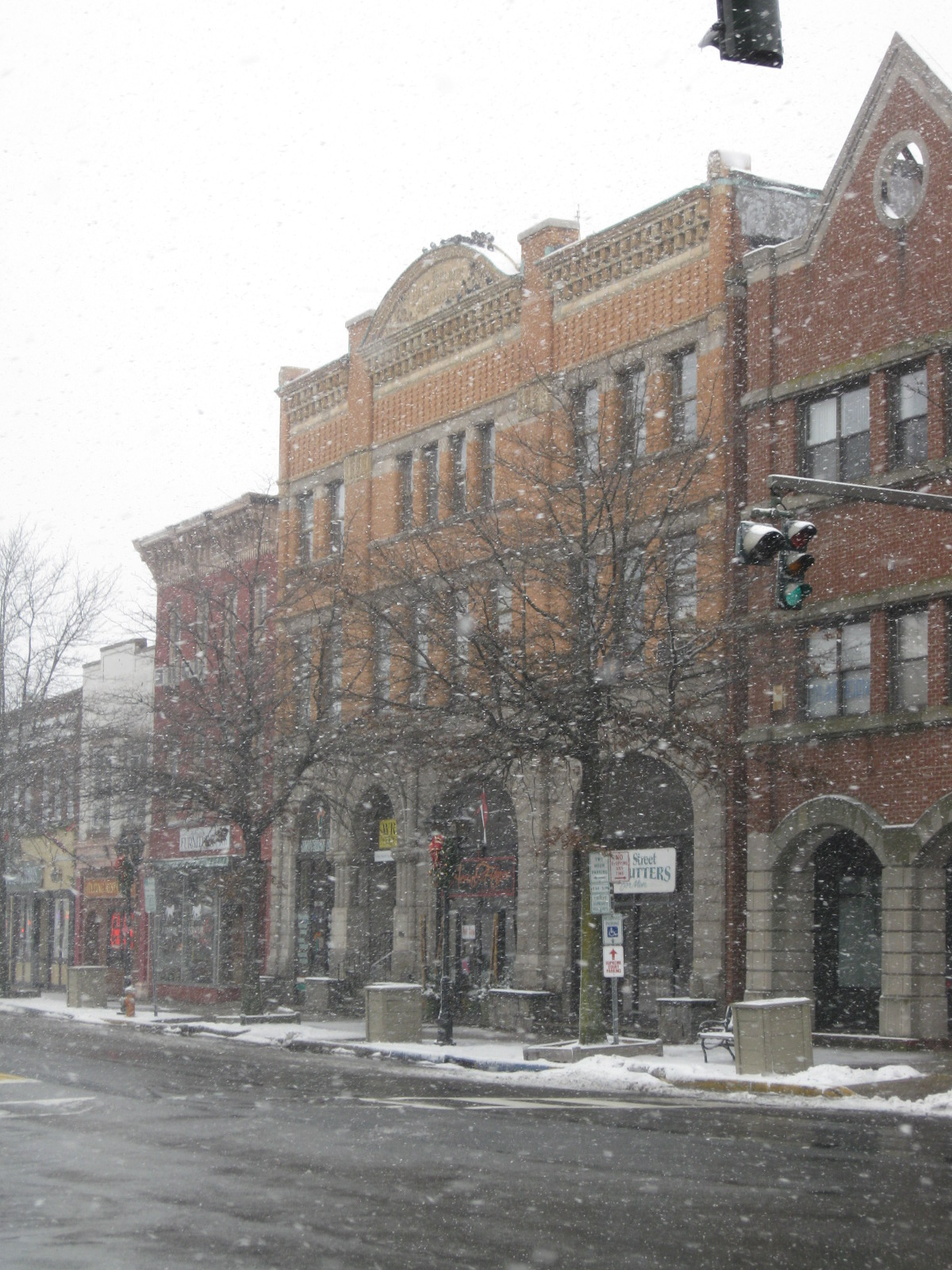
リバーヘッド (ニューヨーク州)
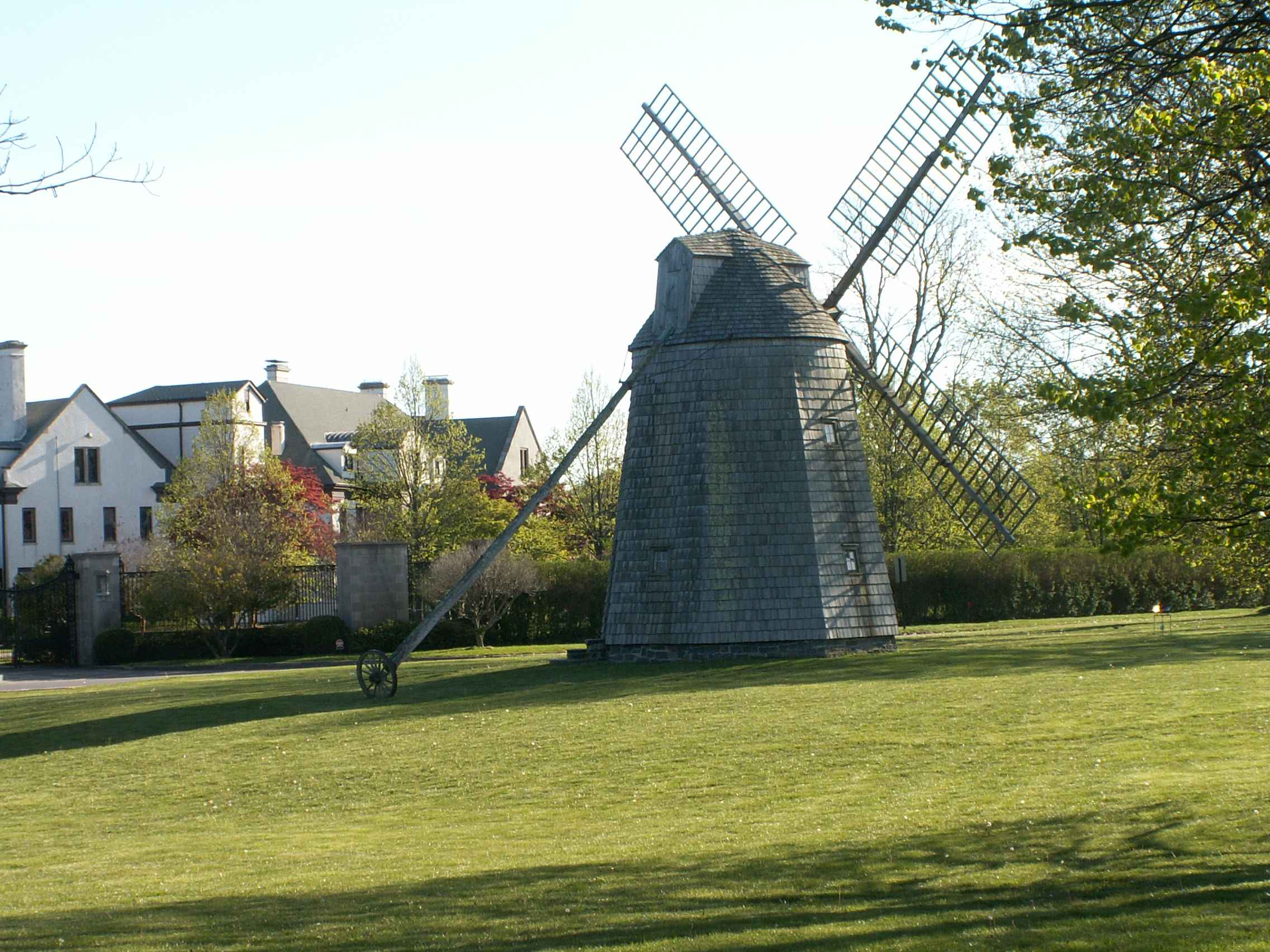
ウォーターミル

### ガーディナーズ島

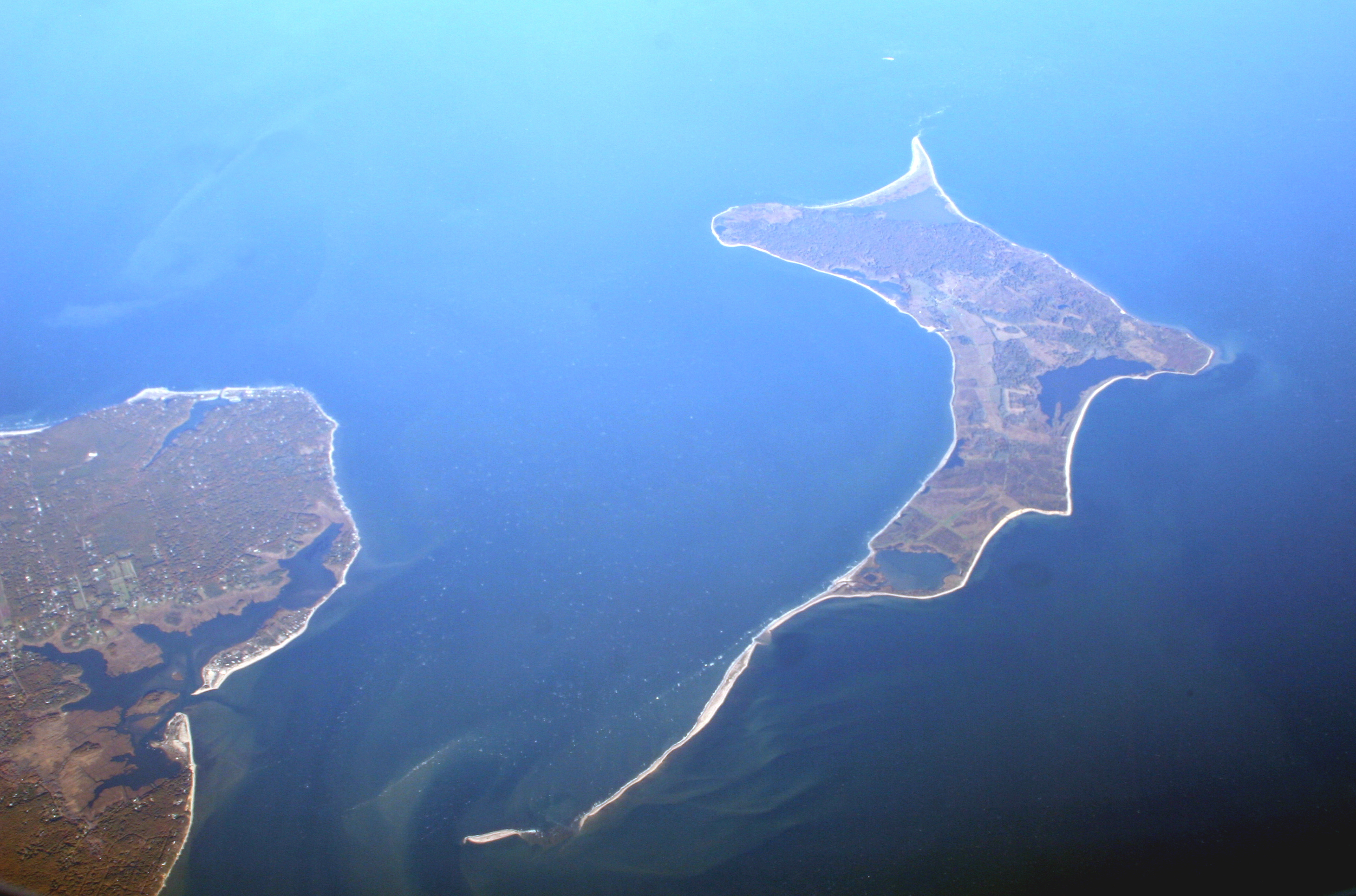
ニューヨーク州、サフォーク郡、ガーディナーズ島

ガーディナーズ島は、サフォーク郡沖に浮かぶ島である。
島は長さ6マイル（10㎞）、幅3マイル（5㎞）、27マイル（43㎞）の海岸線を持つ。
約400年間、同じ家族が所有しており、私有島としては、アメリカや世界で最大のものの1つである。

### ロビンス島
ロビンス島は、サフォーク郡東部の2つの半島の間にあるペコニック湾に浮かぶ島である。
島は、サウソールドの町内に含まれている。
面積は435エーカー（1.8k㎡）であり、未開発である。
島は私有地であり、一般にアクセスはできない。

## サフォーク海岸
ファイア・アイランド灯台は、20世紀前半に、太平洋を渡って、ニューヨーク湾へ向かう船の、重要な目印となった。多くのヨーロッパ系移民にとっては、灯台のライトは、初めて目にするアメリカ大陸の光景だった。

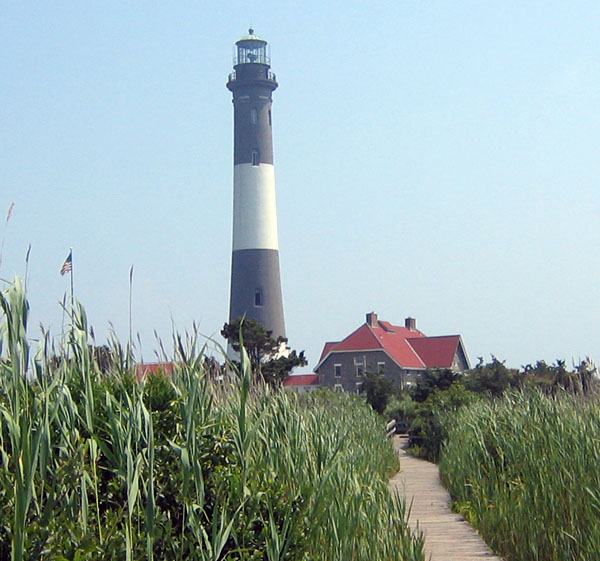
ファイア・アイランド灯台

ファイア・アイランド入り江では、ロバート・モーゼス・コーズウェイがファイア・アイランドの西端にあるロバート・モーゼス州立公園を結んでいる。
片側1車線のグレート・サウス・ベイ橋は、1954年4月に開通している。2マイル（3㎞）のスパンは、グレート・サウス湾を横切って、キャプツリー島を結んでいる。船のために60フィート（20m）のクリアランスがあり、600フィート（200m）のメイン・スパンを特徴とする。
その後、665フィート（203m）以上の長さがある跳ね橋を渡り終えると、コーズウェイはクローバーリーフ・インターチェンジで、オーシャン・パークウェイと接続している。このインターチェンジからは、キャプツリー州立公園やギルゴ州立公園、ジョーンズ・ビーチ州立公園にアクセスできる。

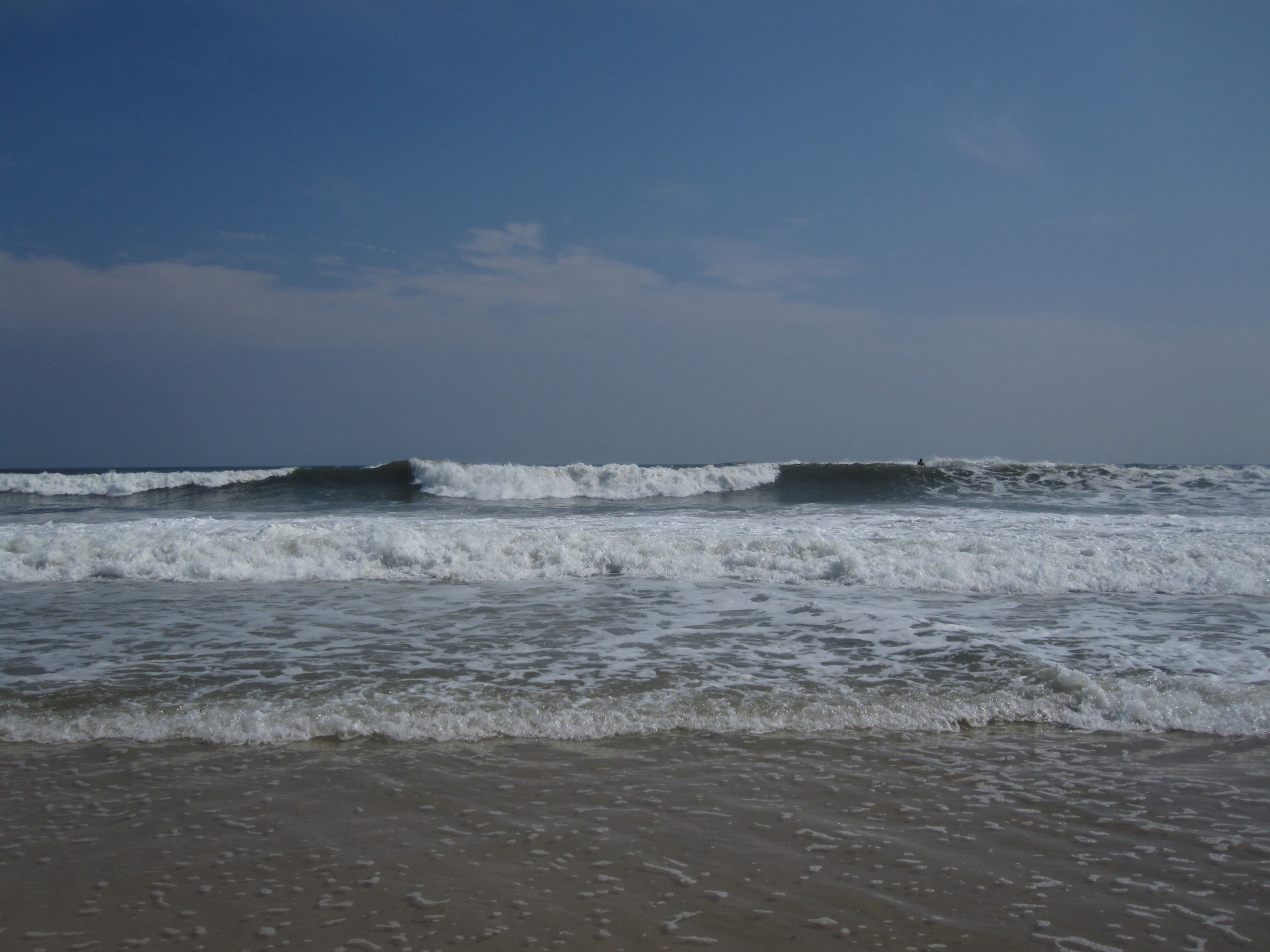
F I N S

ファイア・アイランド・インレット橋は、2車線（片側1車線）のまま、ファイア・アイランド入り江を横切って、ロバート・モーゼス州立公園やファイア・アイランド灯台へ向けて終点となる。ロバート・モーゼス・コーズウェイが開通したのは1964年である。
サフォーク郡には、もともとの灯台26のうち、15があり、アメリカの郡では最多である。15の灯台のうちの8は、サウソールド・タウンシップにあり、この数もタウンシップでは最多である。

## 分離
サフォーク郡への提案として、現在のサフォーク郡の東側の部分をペコニック郡とし、西側はサフォーク郡のままで分けるといった意見が出された。ペコニック郡は、サフォーク郡の東側の5つの町から構成される：イースト・ハンプトン、リバー・ヘッド、シェルター・アイランド、サウサンプトン、サウソールド (ニューヨーク州)に加えてシネコック・インディアン居留地。
提案されているペコニック郡の旗は、ペコニック湾によって分断された2つの半島を表している。上の星はサウソールドを、サウス・フォークにある星はサウサンプトンとイースト・ハンプトンを、半島の付け根の星はリバーヘッドを、2つの半島の間の星はシェルター・アイランドをそれぞれ表している。
1998年以来、分離主義者の移動は少なくなっている。